# Borough de Denali
El borough de Denali (en inglés: Denali Borough), fundado en 1990, es uno de los 19 boroughs del estado estadounidense de Alaska. La cabecera del borough es Healy.

## Geografía
Según la Oficina del Censo, el condado tiene un área total de 33 087 km² (12 774,9 mi²), de la cual 33 022 km² (12 749,8 mi²) es tierra y 65 km² (25,1 mi²) (0.19%) es agua.

### Boroughsadyacentes
- Área censal de Yukon-Koyukuk (oeste/norte)
- Borough de Fairbanks North Star (noreste)
- Área censal de Southeast Fairbanks (este)
- Borough de Matanuska-Susitna (sur)

## Demografía
Según el censo de 2020, había 1,619 personas, 1,604 hogares y 533 familias residiendo en la localidad. La densidad de población era de 0,049 hab./km². El 76,3% de los habitantes eran blancos, el 4,1% afroamericanos, el 7,3% amerindios, el 6,1% asiáticos, el 0,1% isleños del Pacífico y el 6,1% pertenecía a dos o más razas. El 3,0% de la población eran hispanos de cualquier raza.

## Localidades

### Ciudad
- Anderson

### Lugares designados por el censo
| - Cantwell - Ferry - Healy - McKinley |

### Áreas no incorporadas
- Clear
- Kantishna
- Suntrana
- Usibelli